# Евгений Варламов
Евгений Варламов е бивш руски футболист, защитник. Капитан на ЦСКА Москва от 1999 до 2001. Има 10 мача за националния тим на Русия.

## Кариера
Варламов започва кариерата си в Идел Казан. През 1992 преминава в Камаз, като става твърд титуляр и изиграва над 100 мача. На 5 април 1997 отбелязва хеттрик за 12 минути, което е рекорд за защитник. В началото на 1998 е привлечен в ЦСКА Москва за заместник на Сергей Мамчур. Защитникът успява да се закрепи в стартовия състав, а убедителните му изяви помагат на „армейците“ да навлязат в серия от 12 мача без загуба. Евгений успява да стигне и до националния тим на Русия, дебютирайки на 27 май срещу Полша. На 5 септември вкарва попадение на Украйна. През 1999 е избран за капитан на ЦСКА Москва, като предишният носител на лентата Сергей Семак остава втори капитан. В началото на 2001 Варламов се контузва тежко и за целия сезон се появява едва 3 пъти на терена. Контузията му се влошава и той пропуска и сезон 2002. Първият си мач след близо двугодишно прекъсване изиграва на 27 октомври срещу Уралан Елиста. Бившият капитан отдавна е загубил титулярното си място и след края на сезона е освободен. Прекарва 1 сезон в Черноморец Новороссийск, а през 2004 е привлечен в Кубан, където са бившите му съотборници Денис Попов и Андрей Соломатин. Варламов изиграва само 2 срещи. В 2005 играе за Металист Харков, записвайки 23 срещи и 1 гол. През 2006 се връща в КАМАЗ, но на полусезона е купен от Терек. През 2007 Варламов помага на чеченския тим да завърши втори в 1 дивизия. На 14 ноември 2007 слага край на кариерата си.